# Івасютин Тарас Дмитрович
Тарас Дмитрович Івасютин (нар. 20 липня 1942, Коломия) — український мовознавець

## Життєпис
Народився 20 липня 1942 року в м. Коломиї, Івано-Франківської обл. (Україна). Заступник декана факультету іноземних мов Чернівецького державного університету ім. Юрія Федьковича (1986—1992), завідувач кафедрою французької філології факультету іноземних мов ЧНУ ім. Ю. Федьковича (1996-1999), завідувач кафедрою сучасних іноземних мов та перекладу факультету історії, політології та міжнародних відносин Чернівецького національного університету ім. Юрія Федьковича (2001—2018 рр.), з 2018 року до тепер — доцент цієї ж кафедри.
Освіта: факультет іноземних мов (французьке відділення) Львівського державного університету ім. І. Франка (1965); стажування у Центрі прикладної лінгвістики Безансонського університету (20.01 — 24.02.1970, м. Безансон, Франція), при кафедрі французької філології Саскачеванського університету (грудень-січень 1982 р., м Саскатун, Канада), стажування в університетах мм. Києва, Львова, Москви (1971, 1972, 1977, 1981, 1986). Кандидатська дисертація на тему: «Ж. Б. Мольєр в українсько-французьких літературних взаєминах» (дожовтневий період) (1983).
Автор близько 153 наукових праць, статей, тез доповідей, методичних та навчальних посібників, в тому числі, 42 — французькою і німецькою мовами, перекладів, останній з яких переклад українською мовою за сприяння П. Троца і О. Косенко   книги французьких авторів Ж.-Ф. Ардуена і Р.Матьє "Зуби кажуть правду". Видавництво "Книги - ХХІ", 2021- 174 С. 

## Громадсько-культурна діяльність
Делегат від України у Європейській Асоціації ім. Франсуа Моріака (з 1995 р.), представник від України при Товаристві ім. Пауля Целана в Еколь Нормаль Сюпер'єр (Париж).
Член журі Премії імені Григорія Сковороди (2008 р.). Голова Ініціативного комітету «Альянс Франсез» у Чернівцях (2000—2012). Ініціатор підписання Угоди про співробітництво між університетами мм. Чернівці та Метц (Франція) (1998 р.). Протягом семестру 2000 р. — запрошений викладач в університеті м. Метц (Франція).
Співорганізатор круглого столу «Чернівці як топос єврейської культури» — 2003 р.; Міжнародної наукової конференції Європейської Асоціації ім. Франсуа Моріака на тему «Мовчання/замовчування у сучасній європейській літературі» — 2011; постійний учасник міжнародного поетичного фестивалю «Meridian Czernowitz».

## Нагороди та відзнаки
- Значок «Відмінник освіти України» — 1997
- Почесна грамота Чернівецької обласної державної адміністрації та Чернівецької обласної ради з нагоди 130-річчя ЧНУ ім. Юрія Федьковича — 2005
- Заслужений працівник освіти України — 2007
- Медаль"На славу Чернівців" — 2012
- Почесна грамота Управління освіти і науки Чернівецької обласної держадміністрації — 2007
- Почесна грамота Українського фонду культури — 2017
- Орден « Академічні Пальми — Palmes Academiques» (Франція) — 2017
- Лауреат обласної літературної премії ім. Пауля Целана — 2018

## Виноски
1. ↑  Архівована копія. Архів оригіналу за 21 листопада 2010. Процитовано 18 жовтня 2010.{{cite web}}:  Обслуговування CS1: Сторінки з текстом «archived copy» як значення параметру title (посилання) [Архівовано 2010-11-21 у Wayback Machine.]